# Isola Santa Maria (Sicilia)
L'Isola Santa Maria è un'isola posta nella Laguna dello Stagnone, nel territorio di Marsala, comune italiano del libero consorzio comunale di Trapani in Sicilia.

## Descrizione
L'isola Santa Maria è un'isola a nord del miniarcipelago dello Stagnone, a forma di laccio. Il nome deriva dal santuario di Santa Maria Valleverde. Da Birgi, località marsalese, l'isola si raggiunge facilmente. Sull'isola è presente una villa dal nome Belle Epoque, ampia 460 m², in cui è presente anche una piccola cappella del XVI secolo.
La flora isolana è composta da palme, pini marittimi e varie piante e fiori nonché un ingente oliveto. La fauna è composta da asinelli. Le coste sono frequentate da planatori professionisti.
L'isola è zona d'interesse archeologico, ragion per cui è beneficiaria di protezione. L'isola è circondata da spiagge balneabili, ed è presente un complesso alberghiero.